# Championnat de Belgique de football 1968-1969
Navigation
Saison précédente Saison suivante
Le championnat de Belgique de football 1968-1969 est la 66e saison du championnat de première division belge.
Le Royal Standard Club Liégeois devient le quatrième club à atteindre le cap des 50 saisons de présence dans la plus haute division. Le « matricule 16 » fête dignement ce jubilé en décrochant le quatrième titre de son Histoire et en mettant fin à la domination anderlechtoise.

## Clubs participants
Seize clubs prennent part à ce championnat, soit le même nombre que lors de l'édition précédente. Ceux dont le matricule est indiqué en gras existent toujours aujourd'hui.
| #  | Nom                                                  | Mat. | Ville                | Stades                       | Entraîneur                | En D1 depuis (série) | Total en D1 | Saison précédente |
| -- | ---------------------------------------------------- | ---- | -------------------- | ---------------------------- | ------------------------- | -------------------- | ----------- | ----------------- |
| 1  | Royal Sporting Club Anderlechtois                    | 35   | Anderlecht           | Stade Émile Versé            | Arnold Deraeymaeker       | 1935-1936 (32e)      | 38e         | 1er               |
| 2  | Koninklijke Beerschot Voetbal en Atletiek Vereniging | 13   | Anvers               | Kiel                         | Louis Van Beneden         | 1907-1908 (54e)      | 60e         | 6e                |
| 3  | Koninklijke Beringen Football Club                   | 522  | Beringen             | Mijnstadion                  | Bram Appel                | 1962-1963 (7e)       | 13e         | 12e               |
| 4  | Sportkring Beveren-Waas                              | 2300 | Beveren              | Freethiel                    | Guy Thys                  | 1967-1968 (2e)       | 2e          | 13e               |
| 5  | Royal Football Club Brugeois                         | 3    | Bruges               | De Klokke                    | Michel Pavic              | 1959-1960 (10e)      | 47e         | 2e                |
| 6  | Royal Daring Club de Bruxelles                       | 2    | Molenbeek            | Stade Oscar Bossaert         | András Béres              | 1959-1960 (10e)      | 48e         | 9e                |
| 7  | Royal Charleroi Sporting Club                        | 22   | Charleroi            | Stade du Mambourg            | Jiří Sobotka              | 1966-1967 (3e)       | 13e         | 8e                |
| 8  | Association Royale Athlétique La Gantoise            | 7    | Gand                 | Stade Jules Otten            | Jules Vandooren           | 1968-1969 (1re)      | 40e         | Division 2 : 1er  |
| 9  | Royal Football Club Liégeois                         | 4    | Rocourt              | Stade Vélodrome Oscar Flesch | Antoine Bassleer          | 1945-1946 (24e)      | 40e         | 10e               |
| 10 | Royal Standard Club Liège                            | 16   | Sclessin             | Stade de Sclessin            | René Hauss                | 1921-1922 (45e)      | 50e         | 3e                |
| 11 | Koninklijke Lierse Sportkring                        | 30   | Lierre               | Stade Herman Vanderpoorten   | Staf Van den Bergh        | 1953-1954 (16e)      | 34e         | 7e                |
| 12 | Koninklijke Football Club Malinois                   | 25   | Malines              | Achter de Kazerne            | Piet Teughels             | 1965-1966 (4e)       | 33e         | 14e               |
| 13 | Royal Racing White                                   | 47   | Woluwe-Saint-Lambert | Stade Fallon                 | Jef Vliers                | 1965-1966 (4e)       | 15e         | 11e               |
| 14 | Union Saint-Gilloise Société Royale                  | 10   | Saint-Gilles         | Stade Joseph Marien          | ?                         | 1967-1968 (1re)      | 54e         | Division 2 : 2e   |
| 15 | Koninklijke Sint-Truidense Voetbalverening           | 373  | Saint-Trond          | Stayenveld                   | Ward Volckaert            | 1957-1958 (12e)      | 12e         | 5e                |
| 16 | Koninklijke Sportvereniging Waregem                  | 4451 | Waregem              | Regenboogstadion             | Frédéric Chaves d'Aguilar | 1966-1967 (3e)       | 3e          | 4e                |

### Localisation des clubs
| Beerschot AC Lierse SK FC Malinois Beveren La Gantoise FC Brugeois SV Waregem Bruxelles Beringen FC Sint-Truidense VV FC Liégeois Standard CL Charleroi SC |

#### Localisation des clubs bruxellois
Les 4 cercles bruxellois sont:
(5) R. Daring CB
(6) R. SC Anderlecht
(7) Union Saint-Gilloise SR
(15) R. Racing White

## Résultats

### Résultats des rencontres
Avec seize clubs engagés, 240 matches sont au programme de la saison.
| Résultats (▼dom., ►ext.)                                   | AND | BEE | BER | BEV | BRU | CHA | DAR | GAN | FCL | LIE | MAL | RRW | STT | STA | USG | WAR |
| R. SC Anderlechtois                                        |     | 5-1 | 2-0 | 1-2 | 1-1 | 3-1 | 2-1 | 1-3 | 7-0 | 0-0 | 5-1 | 2-0 | 2-2 | 0-0 | 0-1 | 2-2 |
| K. Beerschot VAV                                           | 2-1 |     | 1-1 | 3-3 | 3-1 | 0-1 | 0-1 | 1-0 | 1-0 | 1-2 | 8-2 | 2-1 | 1-1 | 1-3 | 5-2 | 2-1 |
| K. Beringen FC                                             | 1-1 | 1-0 |     | 1-1 | 1-1 | 0-3 | 2-0 | 1-1 | 2-0 | 1-2 | 1-0 | 2-0 | 1-1 | 0-0 | 1-0 | 2-2 |
| SK Beveren-Waas                                            | 3-3 | 1-0 | 1-0 |     | 2-1 | 3-1 | 2-1 | 1-1 | 3-1 | 1-1 | 2-0 | 3-3 | 3-0 | 1-0 | 1-1 | 1-0 |
| R. FC Brugeois                                             | 2-2 | 1-0 | 3-1 | 2-0 |     | 0-1 | 9-2 | 3-0 | 3-0 | 5-1 | 1-1 | 0-1 | 5-0 | 1-0 | 2-1 | 3-1 |
| R. Charleroi SC                                            | 0-0 | 1-1 | 3-1 | 1-4 | 1-0 |     | 2-0 | 4-0 | 1-0 | 1-1 | 2-0 | 1-0 | 1-0 | 2-0 | 3-0 | 2-1 |
| R. Daring CB                                               | 1-1 | 1-0 | 1-2 | 3-3 | 1-1 | 0-2 |     | 2-4 | 0-1 | 1-4 | 3-1 | 0-2 | 1-2 | 0-3 | 0-0 | 1-0 |
| ARA La Gantoise                                            | 2-3 | 2-0 | 1-1 | 1-1 | 2-2 | 1-1 | 2-0 |     | 1-0 | 0-0 | 1-2 | 0-0 | 1-1 | 0-0 | 0-1 | 2-1 |
| R. FC Liégeois                                             | 0-1 | 2-0 | 2-0 | 3-1 | 3-1 | 3-1 | 4-0 | 0-0 |     | 2-2 | 2-1 | 2-0 | 0-0 | 4-3 | 1-0 | 1-2 |
| K. Lierse SK                                               | 2-1 | 5-1 | 2-0 | 2-0 | 1-2 | 0-0 | 3-1 | 2-1 | 0-1 |     | 4-2 | 2-2 | 2-0 | 0-2 | 1-3 | 2-0 |
| K. FC Malinois                                             | 1-0 | 1-1 | 2-3 | 2-1 | 1-1 | 0-3 | 2-1 | 0-1 | 2-2 | 3-2 |     | 0-0 | 1-1 | 0-1 | 0-0 | 1-2 |
| R. Racing White                                            | 0-5 | 2-1 | 3-1 | 1-0 | 0-1 | 0-0 | 1-2 | 2-2 | 2-0 | 0-2 | 2-1 |     | 0-1 | 1-1 | 1-1 | 2-0 |
| K. Sint-Truidense VV                                       | 2-2 | 4-1 | 1-3 | 1-0 | 1-1 | 3-1 | 2-1 | 0-2 | 1-0 | 1-1 | 2-1 | 1-0 |     | 2-3 | 3-1 | 3-0 |
| R. Standard CL                                             | 1-1 | 3-0 | 3-1 | 6-0 | 1-0 | 1-0 | 4-1 | 3-0 | 5-0 | 0-0 | 4-0 | 0-0 | 3-1 |     | 5-1 | 3-1 |
| Union St-Gilloise SR                                       | 0-2 | 0-0 | 0-1 | 1-0 | 1-1 | 1-2 | 1-1 | 2-0 | 2-0 | 2-1 | 0-0 | 4-2 | 1-1 | 0-2 |     | 2-3 |
| K. SV Waregem                                              | 1-2 | 2-2 | 4-0 | 3-1 | 3-1 | 3-0 | 3-0 | 3-2 | 2-1 | 2-2 | 1-4 | 2-1 | 2-2 | 0-2 | 3-1 |     |
| - Victoire à domicile - Match nul - Victoire à l'extérieur |     |     |     |     |     |     |     |     |     |     |     |     |     |     |     |     |

### Classement final
| Rang | Équipe                | Pts | J  | G  | N  | P  | Bp | Bc | Diff |
| ---- | --------------------- | --- | -- | -- | -- | -- | -- | -- | ---- |
| 1    | R. STANDARD CL        | 45  | 30 | 19 | 7  | 4  | 62 | 18 | +44  |
| 2    | R. Charleroi SC       | 40  | 30 | 17 | 6  | 7  | 42 | 26 | +16  |
| 3    | K. Lierse SK C        | 36  | 30 | 13 | 10 | 7  | 49 | 36 | +13  |
| 4    | R. SC Anderlechtois T | 36  | 30 | 12 | 12 | 6  | 59 | 33 | +26  |
| 5    | R. FC Brugeois        | 35  | 30 | 13 | 9  | 8  | 55 | 33 | +22  |
| 6    | SK Beveren-Waas       | 33  | 30 | 12 | 9  | 9  | 45 | 44 | +1   |
| 7    | K. St-Truidense VV    | 33  | 30 | 11 | 11 | 8  | 44 | 41 | +3   |
| 8    | K. SV Waregem         | 29  | 30 | 12 | 5  | 13 | 50 | 50 | 0    |
| 9    | K. Beringen FC        | 29  | 30 | 10 | 9  | 11 | 32 | 41 | -9   |
| 10   | R. FC Liégeois        | 28  | 30 | 12 | 4  | 14 | 35 | 44 | -9   |
| 11   | ARA La Gantoise       | 28  | 30 | 8  | 12 | 10 | 33 | 39 | -6   |
| 12   | Union St-Gilloise SR  | 25  | 30 | 8  | 9  | 13 | 30 | 42 | -12  |
| 13   | R. Racing White       | 25  | 30 | 8  | 9  | 13 | 29 | 43 | -14  |
| 14   | K. Beerschot VAV      | 23  | 30 | 8  | 7  | 15 | 39 | 51 | -12  |
| 15   | K. FC Malinois        | 20  | 30 | 6  | 8  | 16 | 32 | 57 | -25  |
| 16   | R. Daring CB          | 15  | 30 | 5  | 5  | 20 | 27 | 65 | -38  |

Légende
- Champion de Belgique 1969 et qualifié pour la « Coupe des clubs champions » la saison suivante
- Club qualifié pour la « Coupe des vainqueurs de coupe » la saison suivante
- Club inscrit en « Coupe des Villes de Foires » la saison suivante
- Club relégué pour la saison suivante

Abréviations
T : Tenant du titre 1968

C : Vainqueur de la Coupe de Belgique 1968-1969

 : club promu de « Division 2 » depuis la saison précédente

### Meilleur buteur
Antal Nagy (R. Standard CL) est sacré meilleur buteur avec 20 goals. Il est le premier Hongrois à remporter ce classement particulier et le septième joueur étranger différent.

#### Classement des buteurs
Le tableau ci-dessous reprend les 22 meilleurs buteurs du championnat, soit les joueurs ayant inscrit dix buts ou plus durant la saison.
| #   | Pays | Joueur             | Club                    | Buts | Matches joués |
| --- | ---- | ------------------ | ----------------------- | ---- | ------------- |
| 1.  |      | Antal Nagy         | R. Standard CL          | 20   | 28            |
| 2.  |      | Robert Rogiers     | SK Beveren-Waas         | 16   | 25            |
| =.  |      | Jacques Teugels    | Union Saint-Gilloise SR | 16   | 28            |
| 4.  |      | Walter Rodekamp    | R. FC Liégeois          | 15   | 30            |
| 5.  |      | Johan Devrindt     | R. SC Anderlechtois     | 14   | 26            |
| =.  |      | Claude Bissot      | R. Charleroi SC         | 14   | 27            |
| =.  |      | Éric Lambert       | K. SV Waregem           | 14   | 28            |
| =.  |      | Eddy Koens         | K. Sint-Truidense VV    | 14   | 29            |
| 9.  |      | Gilbert Bailliu    | R. FC Brugeois          | 12   | 21            |
| =.  |      | Raoul Lambert      | R. FC Brugeois          | 12   | 24            |
| =.  |      | André De Nul       | K. Lierse SK            | 12   | 26            |
| 12. |      | Erwin Kostedde     | R. Standard CL          | 11   | 15            |
| =.  |      | Jan Mulder         | R. SC Anderlechtois     | 11   | 19            |
| =.  |      | Jean Boulet        | R. Charleroi SC         | 11   | 22            |
| =.  |      | Frans Janssens     | K. Lierse SK            | 11   | 26            |
| =.  |      | Hugo De Raeymaeker | SK Beveren-Waas         | 11   | 29            |
| 17. |      | Jean-Paul Colonval | R. Standard CL          | 10   | 15            |
| =.  |      | Thomas Nordahl     | R. SC Anderlechtois     | 10   | 24            |
| =.  |      | Lambert Steensels  | K. Beringen FC          | 10   | 26            |
| =.  |      | Kay Poulsen        | K. Beerschot VAV        | 10   | 27            |
| =.  |      | Paul Van Himst     | R. SC Anderlechtois     | 10   | 27            |
| =.  |      | Prudent Bettens    | K. SV Waregem           | 10   | 29            |

## Parcours européens des clubs belges

### Parcours du RSC Anderlecht en Coupe des clubs champions
Au premier tour, le Sporting Anderlectois élimine facilement le Nord-irlandais de Glentoran, signant une victoire à domicile (3-0) suivie d'un partage en déplacement (2-2). En huitièmes de finale, les bruxellois héritent de Manchester United, le tenant du trophée. Battus 3-0 à Old Trafford, les anderlechtois sont proches de l'exploit au match retour, qu'ils remportent 3-1.

### Parcours du RFC Brugeois en Coupe des vainqueurs de coupe
Qualifié pour la première fois en Coupe des vainqueurs de coupe, le FC Brugeois hérite des anglais de West Bromwich Albion au premier tour. Ils s'imposent 3-1 au match aller mais sont battus 2-0 au retour à The Hawthorns et dès lors éliminés en vertu de la Règle des buts marqués à l'extérieur.

### Parcours en Coupe des villes de foires
Pour la première fois, la Belgique a quatre équipes engagées en Coupe des villes de foires. Trois d'entre elles sont toutefois éliminés dès le premier tour. Le Racing White est éliminé par les Grecs du Panathinaïkos après une victoire 2-1 à domicile et une défaite 2-0 en déplacement. Le Standard hérite d'un tirage difficile avec Leeds United, un ténor européen à l'époque. Après un partage sans buts à domicile lors du match aller, les liégeois s'inclinent de justesse au match retour (3-2) et quittent la compétition. Le Beerschot est lui sorti d'entrée par les Néerlandais du DWS Amsterdam avec un partage 1-1 à domicile suivi d'une défaite 2-1 en déplacement.
Enfin, seul le nouveau venu, le KSV Waregem, parvient à tirer son épingle du jeu. Pourtant opposés à l'Atlético Madrid dès le premier tour, les flandriens réalisent l'exploit. Battus 2-1 à l'aller au stade Vicente Calderon, ils s'imposent 1-0 au retour et se qualifient grâce à leur but inscrit à l'extérieur. Malheureusement, ils subissent la loi du Legia Varsovie au tour suivant, la victoire 1-0 de l'aller s'avérant insuffisante après la défaite 2-0 au retour.

## Récapitulatif de la saison
- Champion : R. Standard CL (4e titre)
- Huitième équipe à remporter quatre titres de champion de Belgique
- Neuvième titre pour la province de Liège.

| Région flamande (9)             | Région flamande (9) | Province de Brabant (4)      | Province de Brabant (4) | Région wallonne (3)    | Région wallonne (3) |
| ------------------------------- | ------------------- | ---------------------------- | ----------------------- | ---------------------- | ------------------- |
| Province d'Anvers               | 3                   | Région de Bruxelles-Capitale | 4                       | Province de Hainaut    | 1                   |
| Province de Flandre-Occidentale | 2                   | Province du Brabant flamand  | 0                       | Province de Liège      | 2                   |
| Province de Flandre-Orientale   | 2                   | Province du Brabant wallon   | 0                       | Province de Luxembourg | 0                   |
| Province de Limbourg            | 2                   |                              |                         | Province de Namur      | 0                   |

1. ↑  Au niveau footballistique, la province de Brabant est toujours unitaire malgré sa partition territoriale en 1995.

### Admission et relégation
Le Football Club Malinois et le Daring CB sont relégués en Division 2. Ils sont remplacés par l'AS Ostende et le Crossing de Molenbeek.
Pour le Daring, c'est la fin d'une Histoire avec cette relégation. Après avoir disputé au total 48 saisons parmi l'élite, le club, cinq fois champion national, ne remontera plus jamais en Division 1. En 1974, il est absorbé par le Royal Racing White pour former le Racing White Daring de Molenbeek.

### Changement de nom, fusion et déménagement
Durant l'intersaison, le Royal Crossing de Molenbeek, porteur du matricule 55 et promu de Division 2, absorbe le Royal Club Sportif de Schaerbeek (matricule 451) et s'installe au stade du Parc Josaphat, dans la commune de Schaerbeek. Le nouveau club prend la dénomination de Royal Crossing de Schaerbeek.

### Bilan de la saison
| Championnat de Belgique de football 1968-1969 |                                      |
| Champion                                      | R. Standard CL (4e titre)            |
| Dauphin                                       | R. FC Brugeois                       |
| Coupes et trophées                            |                                      |
| Vainqueur de la Coupe de Belgique 1968-1969   | K. Lierse SK                         |
| Qualifications continentales                  |                                      |
| Coupe des clubs champions européens 1969-1970 | R. Standard CL (Seizièmes de finale) |
| Coupe des vainqueurs de coupe 1969-1970       | K. Lierse SK (Seizièmes de finale)   |
| Coupe des villes de foires 1969-1970          | R. Charleroi SC (Premier tour)       |
| Coupe des villes de foires 1969-1970          | R. SC Anderlechtois (Premier tour)   |
| Coupe des villes de foires 1969-1970          | R. FC Brugeois (Premier tour)        |
| Promotions et relégations                     |                                      |
| Promus en Division 1                          | AS Oostende KM                       |
| Promus en Division 1                          | R. Crossing Molenbeek                |
| Relégués en Division 2                        | K. FC Malinois                       |
| Relégués en Division 2                        | R. Daring CB                         |